# Jahońka
Jahońka (w latach 1977–1981 Jasień) – przysiółek wsi Golcowa w województwie podkarpackim, w powiecie brzozowskim, w gminie Domaradz.
W latach 1975–1998 przysiółek należał administracyjnie do województwa tarnowskiego